# ولینگسون دی سوزا
ولینگسون دی سوزا مدافع، هافبک اهل برزیل است که در شهر برزیل و در تاریخ ۷ سپتامبر ۱۹۸۹ به دنیا آمده‌است.
ولینگسون دی سوزا در تیم‌های فوتبال Sumare سابقهٔ حضور دارد.